# PINK채널
PINK채널(핑크채널, 일본어: PINKちゃんねる)은 인터넷상의 전자게시판 사이트중 하나다. 익명게시판 2채널의 동생 격의 사이트로 알려져 있으며, 관리자는 미국 재주 짐 워트킨스다. 주요 시스템은 2채널과 동일하다. 주로 성인물로 이루어져 있다.